# Schützberg
Schützberg is een plaats en voormalige gemeente in de Duitse deelstaat Saksen-Anhalt en maakt deel uit van de gemeente Jessen (Elster) in de Landkreis Wittenberg.
Schützberg telt 153 inwoners.